# Burg Weißandt-Gölzau
Die Burg Weißandt-Gölzau, fälschlich auch Burg Gölzau oder Schloss Gölzau genannt, ist die Ruine einer Turmhügelburg (Motte) auf einem künstlichen Hügel in der Stadt Südliches Anhalt im Landkreis Anhalt-Bitterfeld in Sachsen-Anhalt. Sie steht unter Denkmalschutz und ist im Denkmalverzeichnis mit der Erfassungsnummer 094 70839 als Baudenkmal eingetragen.

## Lage
Die Burg befindet sich südöstlich von Groß-Weißandt, einem der Ortsteile von Weißandt-Gölzau, und seiner Kirche St. Germanus in der Fuhneniederung. Von Groß- und Klein-Gölzau ist sie durch den Landgraben abgetrennt, dessen Nesselbach auch den Burggraben speiste.

## Geschichte und Gestalt
Die ursprüngliche Burganlage wurde vermutlich in der Mitte des 13. Jahrhunderts erbaut und zeigt heute keine obertägigen Reste. Erstmals im Jahr 1259 wird ein Burchardus de Wizzand erwähnt. Die Burganlage, die vermutlich aus Holzbauten bestand, war durch einen Burggraben mit vorgelagerten Holzpalisaden gesichert und über eine Holzbrücke erreichbar. Zudem gab es Wälle zum Schutz der Anlage. Weiterhin verfügte die Anlage über eine Vorburg, die den Wirtschaftsbereich, wie Ställe und Speicher enthielt.
Die Rundburg hatte einen Durchmesser von 62 Metern und war vermutlich ursprünglich eine slawische Wächterburg für das nahegelegene Cösitz. Zwischen Dorf und Burg befand sich die Vorburg, die später in einen weitläufigen Wirtschaftshof mit mehr als 10 Gebäude verwandelt wurde. In der Mitte des 18. Jahrhunderts entstand auf dem Hügel das schlichte, zweigeschossige Schloss auf gotischen Fundamenten und Kellern. Es war von einem hohen Mansarddach bekrönt. In dieser Zeit verkaufte der Baron von Plotho die Anlage für 130.000 Taler an Graf August von Veltheim-Harbke.
Die von Plotho waren seit dem 15. Juli 1579 hier ansässig, wurden am 13. September 1643 durch Kaiser Ferdinand III. in den Reichsfreiherrenstand erhoben und trugen fortan den Titel Freiherr von Engelmünster auf Parey und Wilzensandt, wobei mit Wilzensandt Weißandt gemeint war. Die von Veltheim blieben bis 1945 Eigentümer des Areals. Neben dem Schloss befand sich ein achteckiger Treppenturm von 1680, der mit dem Neubau nicht verbunden war. Ihn zierte eine für die Zeit typische Welsche Haube. In der Vorburg entstand zudem in den Jahren 1827 und 1828 ein neues klassizistisches Herrenhaus nach Entwürfen von Gottfried Bandhauer. Schon Heinrich Lindner (1833) spricht von einem ansehnlichen, aber baufälligem Schlosse. Er erwähnt einen großen Garten, Obstbaumpflanzungen, eine bedeutende Schäferei, eine Brauerei, eine Brennerei und eine Rossmühle, was auch die zahlreichen Gebäude erklärt.
Haetge / Harksen berichten im Jahr 1943, dass Hans-Hasso von Veltheim-Ostrau die Anlage an die Zuckerfabrik von Glauzig als Brennerei verpachte. Zu dieser Zeit führte eine dreibogige Steinbrücke zum Burghügel. Sie vermuten, dass der Ostteil des Gebäudes älter ist und noch aus dem 17. Jahrhundert stammt, wohingegen der Westteil zusammen mit dem Mansarddach im 18. Jahrhundert entstand. Nach Jahrzehnten der Vernachlässigung und des Verfalls, in denen die Anlage aber noch für Wohnungen und die Kinderkrippe genutzt wurden, wurden die meisten Gebäude des Gutshofes abgerissen, als intaktes Gebäude erhalten blieb hier nur das Herrenhaus, das heute als Altenheim dient. Von den Bauten auf dem Turmhügel sind noch der einstige Treppenturm und Reste der Mauern erhalten. Bereits im Jahr 1956 hatte man das Dach entfernt, um mit dem Holz einem Schweinestall in Priesdorf ein neues Dach zu verschaffen.
Die archäologische Untersuchung des Areals in den Jahren 2004, 2005 und 2013 wies u. a. weitere Wallreste sowie Keramikfunde aus der ersten Hälfte des 13. Jahrhunderts aber auch der Eisenzeit nach. Zudem fand man Blattkachelreste mit Liliendekor aus dem 16. Jahrhundert.